# Cortina d'Ampezzo
Cortina d’Ampezzo (în germană Hayden) este un oraș aflat în sudul Alpilor Dolomiți italieni și provincia Belluno, Veneția. Situat în inima Dolomiților într-o vale alpină, este o stațiune populară, cunoscută mai ales pentru sporturile de iarnă. După ce Jocurile Olimpice programate pentru 1944 au fost anulate din cauza celui de-al Doilea Război Mondial, Cortina d'Ampezzo a găzduit Jocurile Olimpice de iarnă din 1956. Până în 1923 a aparținut de provincia autonomă Bolzano, care a aparținut până în 1918/1919 de Comitatul Princiar Tirol.
Aici s-au turnat mai multe filme cum ar fi Pantera Roz în 1963, James Bond: Doar pentru ochii tăi în 1981, Vacanze di Natale (1983) și unele scene din filmul Cățărătorul cu Sylvester Stallone.

## Demografie
Cortina d'Ampezzo - evoluția demografică

|  | Graficele sunt indisponibile din cauza unor probleme tehnice. Mai multe informații se găsesc la Phabricator și la wiki-ul MediaWiki. |

Date: Recensăminte sau birourile de statistică - grafică realizată de Wikipedia